# Molés e Baucèls
Molés e Baucèls (en francès Moulès-et-Baucels) és un municipi occità del Llenguadoc, situat al departament de l'Erau i a la regió d'Occitània.